# فهدة بنت فلاح آل حثلين
الأميرة فهدة بنت فلاح بن سلطان آل حثلين ابنة أمير قبيلة العجمان وحفيدة الشاعر والفارس الأمير راكان بن فلاح بن حثلين وزوجة الملك سلمان بن عبد العزيز آل سعود ووالدة ولي العهد السعودي محمد بن سلمان بن عبد العزيز آل سعود.

## الحياة العائلية
الأميرة فهده بنت فلاح بن سلطان آل حثلين زوجة خادم الحرمين الشريفين الملك سلمان بن عبد العزيز آل سعود
- أبناؤها:
  - الأمير محمد بن سلمان بن عبد العزيز آل سعود (ولي عهد المملكة العربية السعودية)
  - الأمير خالد بن سلمان بن عبد العزيز آل سعود (وزير الدفاع).
  - الأمير تركي بن سلمان بن عبد العزيز آل سعود
  - الأمير نايف بن سلمان بن عبد العزيز آل سعود
  - الأمير بندر بن سلمان بن عبد العزيز آل سعود (مصور) [1]
  - الأمير راكان بن سلمان بن عبد العزيز آل سعود [2]

## مساهماتها الداخلية
شاركت حرم خادم الحرمين الشريفين في عام 2023 م بتكريم الفائزات بالمسابقة على جائزة الملك سلمان بن عبدالعزيز لحفظ القرآن الكريم للدورة 25، كما شاركت إيضاً في حفل تكريم الفائزات بالمسابقة المحلية على جائزة الملك سلمان بن عبدالعزيز لحفظ القرآن الكريم وتلاوته وتفسيره لعام 2025م في دورتها الـ 26، التي نظمتها وزارة الشؤون الإسلامية والدعوة والإرشاد، وذلك في فندق الريتز كارلتون بالرياض.

## التكريم
وتقديرًا لجهودها الاستثنائية في خدمة المجتمع، ودعم التعليم، وإبراز دور المرأة التنموي في المؤسسات الاجتماعية بالمملكة العربية السعودية، قامت جامعة الأميرة نورة بنت عبدالرحمن بمنحها درجة الدكتوراه الفخرية في المجال الإنساني والأعمال الاجتماعية في 10 إبريل 2025م.